# Аплон, Джио
Джио Джиан Аплон (англ. Gio Giaan Aplon, родился 6 октября 1982) — южноафриканский регбист, фулбэк клуба «Буллз». Известен по выступлениям за клуб «Стормерз» из Супер Регби, французский «Гренобль» и японский «Тойота Верблиц».

## Биография

### Клубная
Уроженец города Хостон. Учился в средней школе города Хостон, увлекался крикетом и регби. Выступал за команду «Уэстерн Провинс» в Кубке Карри, выиграв с ней Кубок в 2012 году и выходя в финалы 2010 и 2013 года; в Супер Регби выступал за «Стормерз» до 2014 года (финалист Супер 14 сезона 2010 года). По окончании сезона Супер Регби 2014 года. С 2014 по 2017 годы играл в Японии за «Тойота Верблиц». В связи с досрочным завершением сезона японской Топ-Лиги, вызванным пандемией COVID-19, вернулся в ЮАР и заключил контракт с клубом «Буллз» (13 мая 2020 года).

### В сборной
В сборной ЮАР дебютировал 5 июня 2010 года матчем в Кардиффе против Уэльса. 12 июня в игре против Франции, чемпиона Кубка шести наций того сезона, отметился двумя попытками и получил приз лучшего игрока встречи (ЮАР победила со счётом 42:17). В составе сборной играл на чемпионате мира 2011 года (провёл один матч, ЮАР выбыла на стадии четвертьфинала). В составе сборной ЮАР по регби-7 неоднократно выступал на этапах Мировой серии, чемпион Мировой серии сезона 2008/2009; участник чемпионата мира в ОАЭ 2009 года.

## Стиль игры
Несмотря на свой невысокий рост, Аплон отличается высокой скоростью, маневрированием с мячом; обладает гибкими навыками игры в обороне и умеет набирать очки.